# Georg Wenzeslaus von Knobelsdorff
Georg Wenzeslaus, baron de Knobelsdorff (né le 17 février 1699 à Crossen-sur-l'Oder - mort le 16 septembre 1753 à Berlin) est un peintre et architecte prussien du début du XVIIIe siècle. On lui doit notamment la construction du palais de Sanssouci, à Potsdam.

## Biographie
D'abord militaire au service de l'armée prussienne, il abandonne en 1729 son poste de capitaine pour se consacrer entièrement à sa passion : l'architecture. En 1740, il étudie à Paris et en Italie aux frais du nouveau roi, Frédéric le Grand. En tant qu'architecte, Knobelsdorff est influencé par le classicisme à la française, et par le palladianisme. Ses premiers travaux, à Rheinsberg (qui est la résidence du monarque à l'époque), lui permettent de jeter les premières bases du rococo frédéricien, notamment en matière de décoration intérieure. Puis il réalise les agrandissements du château de Potsdam (1740-1744) avant de se consacrer au palais de Sans-souci.
Knobelsdorff exerce les fonctions de conservateur en chef de l'ensemble des bâtiments royaux, et est par ailleurs secrètement consulté en matière financière.

## Représentations
Karl Begas crée une statue de Knobelsdorff en 1886. Érigée au départ dans le hall d'entrée de l'Altes Museum, à Berlin, elle se trouve aujourd'hui dans un dépôt de cette même institution.

## Travaux
- Extension du château de Rheinsberg
- 1743 : l'opéra national de Berlin (son œuvre principale dans le style classique)
- 1740-1742 : ajout d'une aile au château de Charlottenbourg
- À partir de 1745 : palais de Sanssouci, sous les ordres du roi
- Plans de transformation du château de Dessau (de). Non réalisés.
- 1752 : 
  - plans du château de Mosigkau, construit ensuite par Christian Friedrich Damm;
  - plans de l'église française à Potsdam dont la construction sera supervisée par l'architecte Johan Bouman.
- Esquisses à l'aquarelle pour l'Hôtel Magnus, sur une commande de Frédéric le Grand

## Galerie

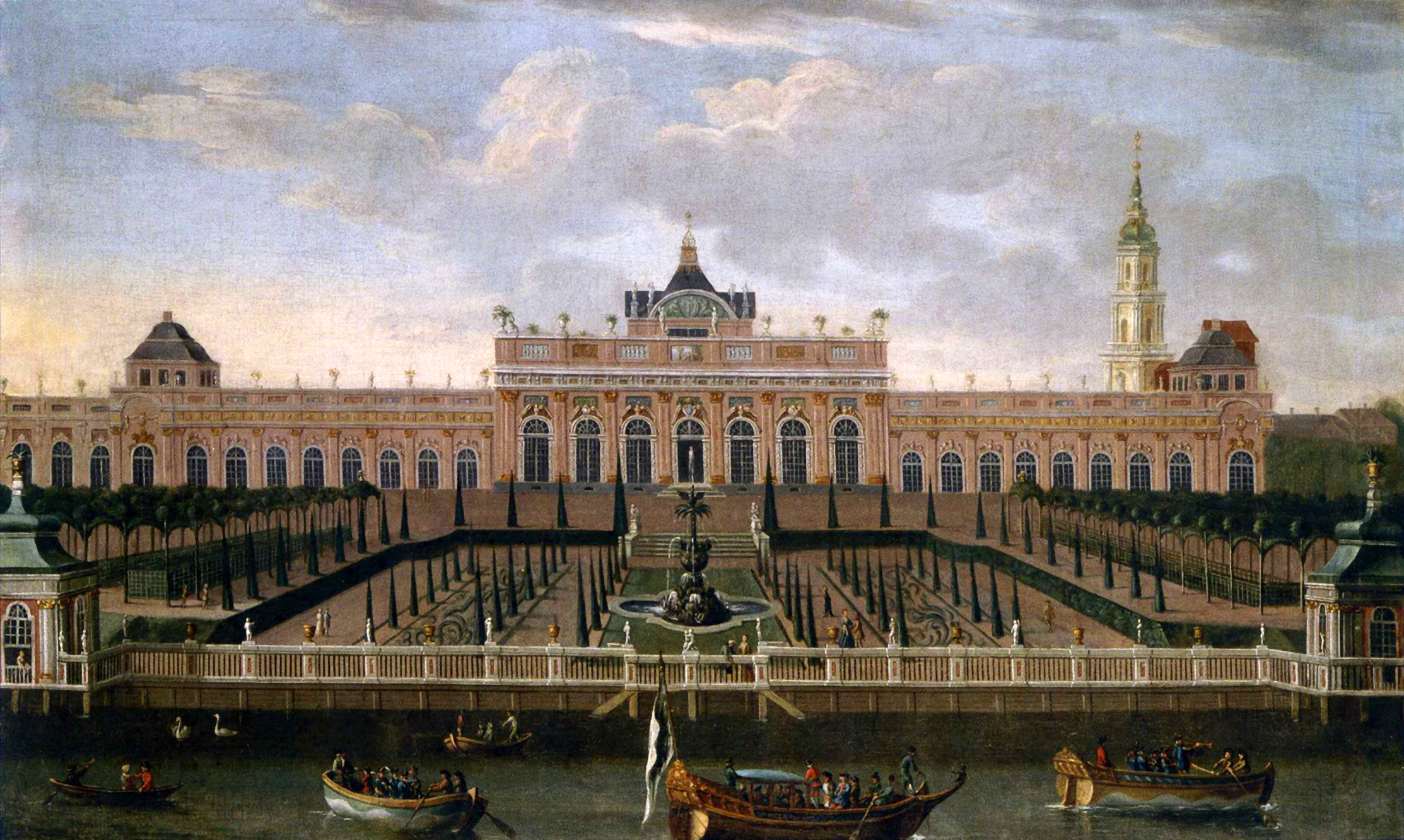
Château de Monbijou, peinture à l'huile de Dismar Degen (1739)
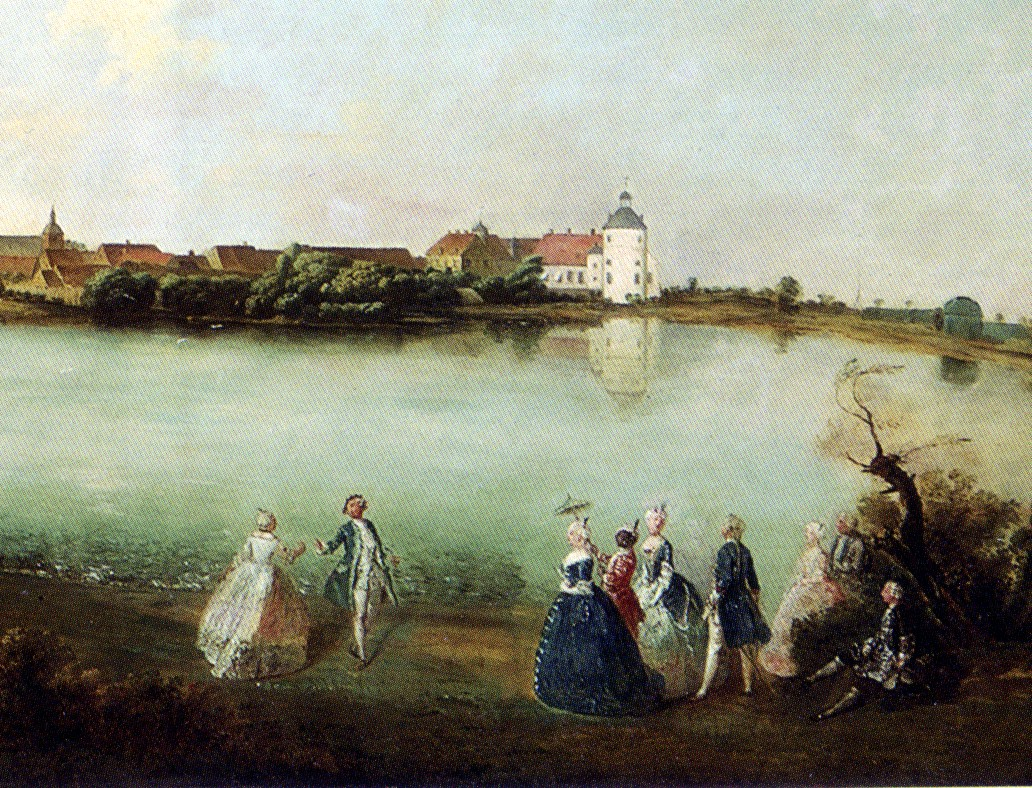
Vue de Rheinsberg (1737)
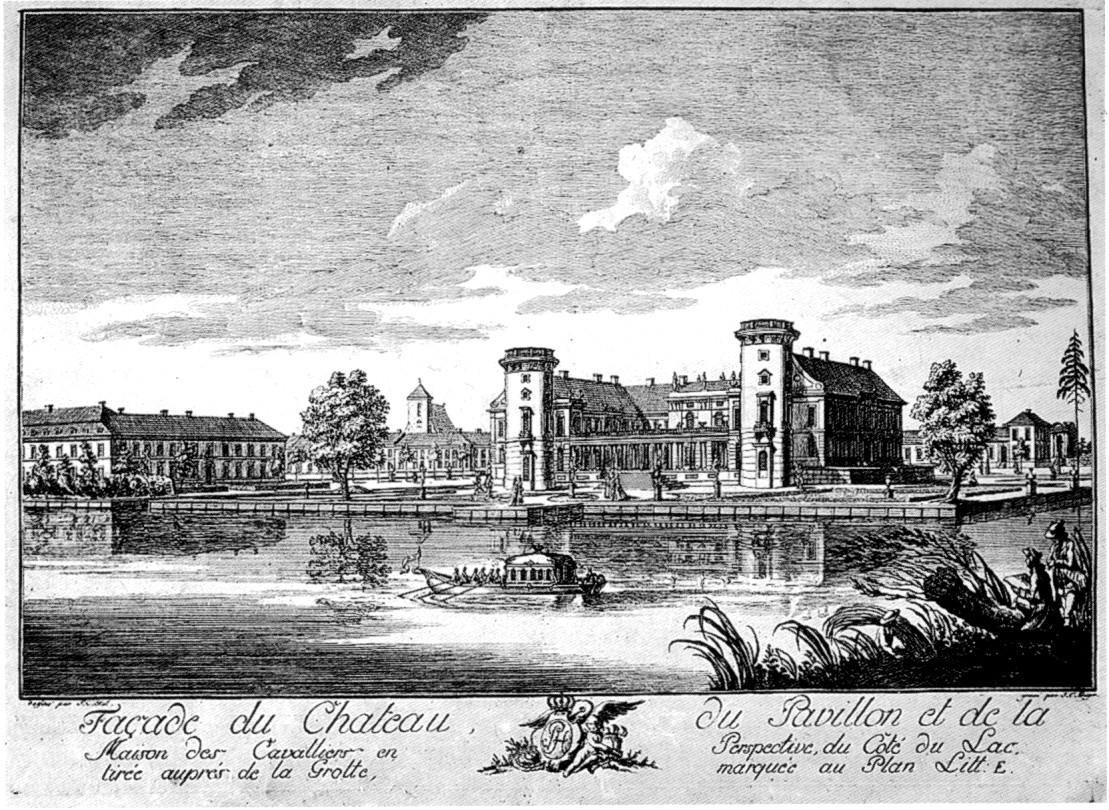
Gravure représentant le château de Rheinsberg vers 1740
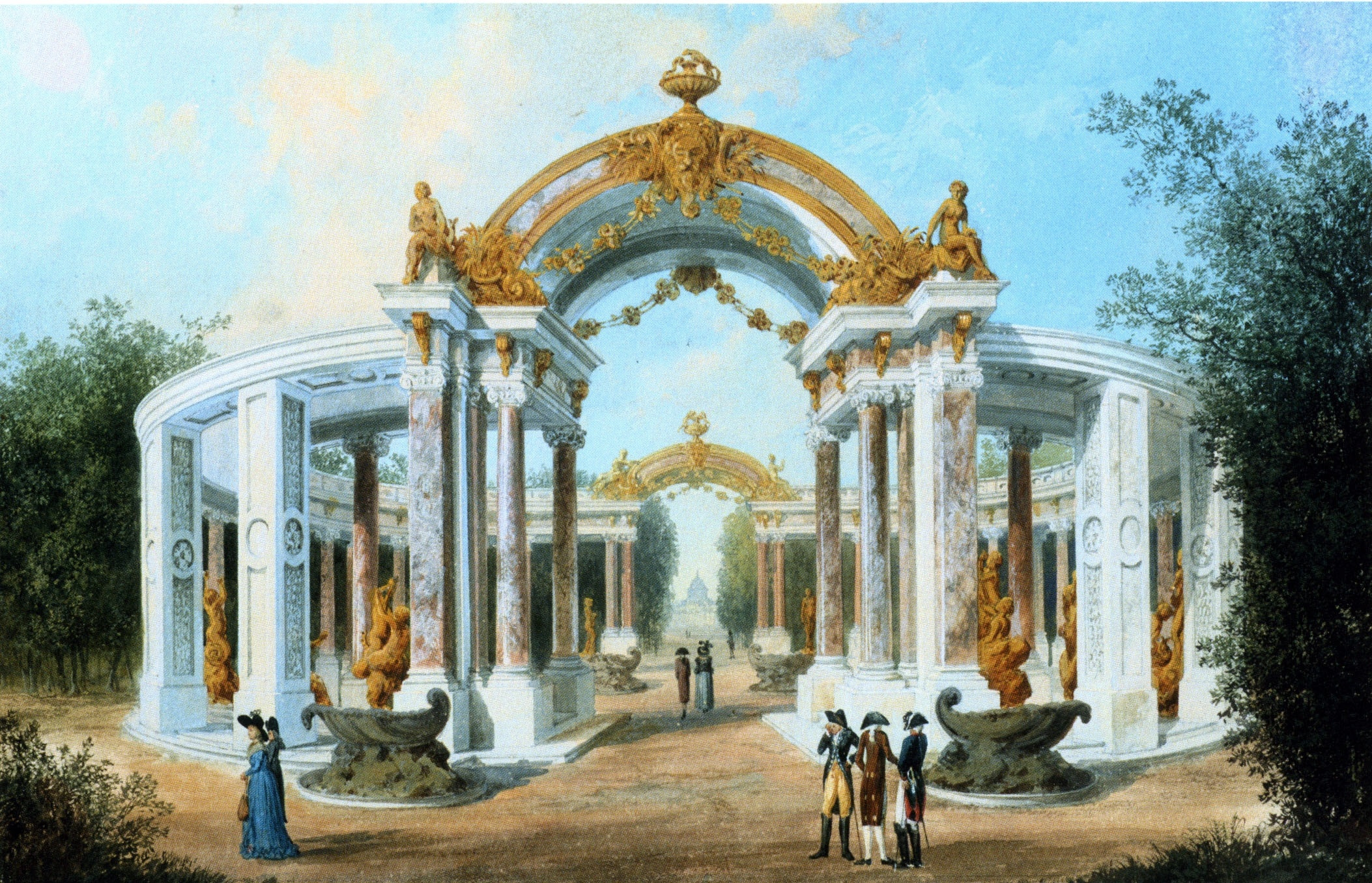
Colonnade créée par Knobelsdorff à Sans-Souci, détruite en 1797 (aquarelle de Nagel (1792)
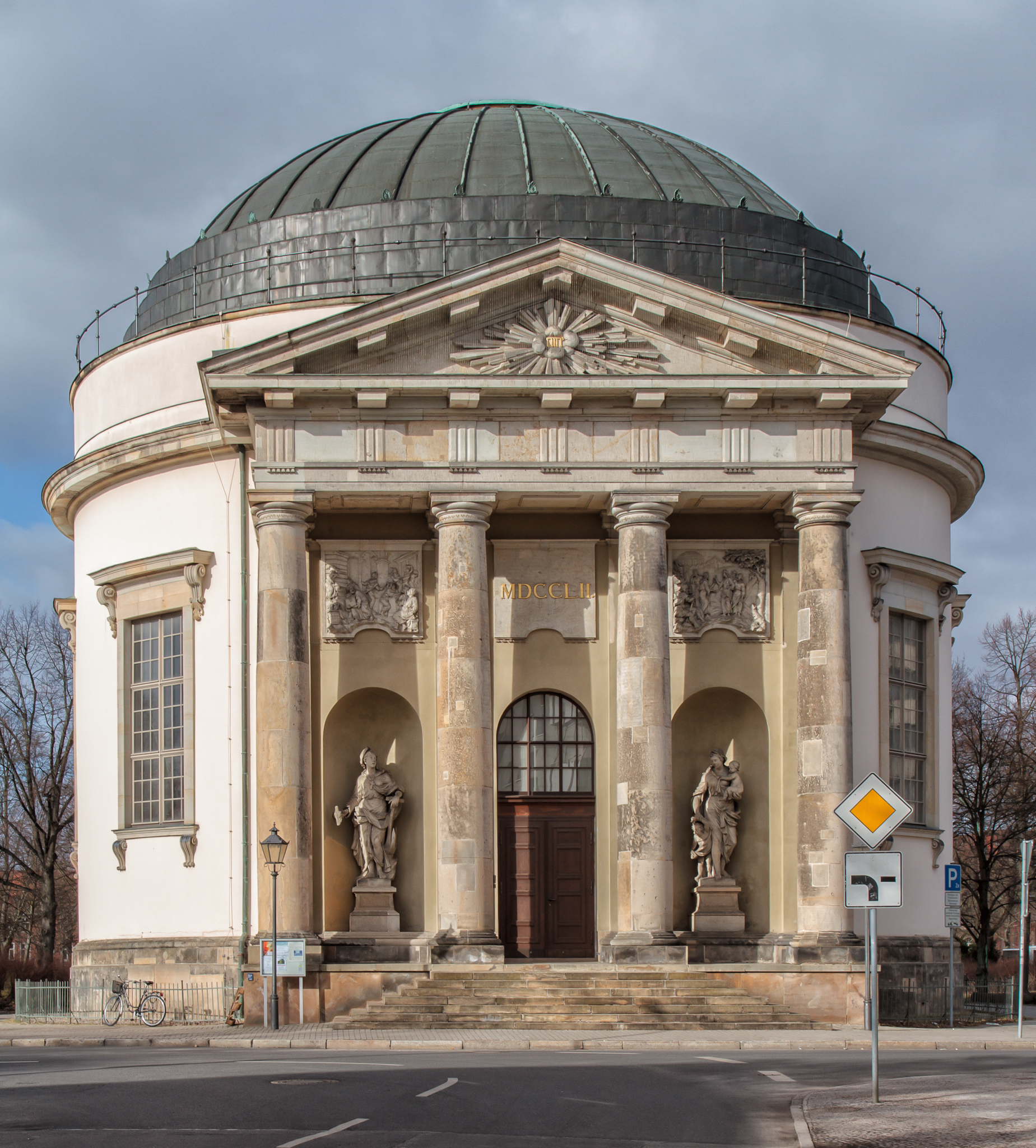
Église française de Potsdam